# Han-Brücke
Die Han-Brücke ist eine Drehbrücke über den Fluss Hàn in Đà Nẵng, Zentralvietnam. Es ist die erste Drehbrücke, die von vietnamesischen Ingenieuren entworfen und gebaut wurde, und die einzige Drehbrücke in Vietnam, die bis heute noch gedreht werden kann.
Die Brücke hat eine Länge von 487,7 Metern und eine Breite von 12,9 Metern.  Sie besteht aus 12 Segmenten, davon bestehen 11 Segmente aus einer jeweils 33 m langen, vorgespannten Stahlbetonkonstruktion, das drehbare Mittelsegment besteht aus einer Schrägseilkonstruktion mit einer Gesamtlänge von 122,7 Metern. Die Hauptträger und Türme der Brücke
bestehen aus Stahl, das Brückendeck besteht aus Stahlbeton.
Der zu drehende Teil der Brücke läuft auf Schienen, die sich im Mittelpfeiler der Brücke befinden. Die Brücke wird (Stand November 2024) zweimal wöchentlich, jeweils Samstag und Sonntag um 23:00 Uhr, gedreht. Der Vorgang nimmt insgesamt etwa 20 Minuten in Anspruch.
Die Finanzierung des Brückenbaus geschah durch Spenden von Firmen und aus der Bevölkerung, insgesamt wurden 27.409.353.544 VND gespendet. Auf einer Tafel an der westlichen Rampe sind die Spender aufgeführt.

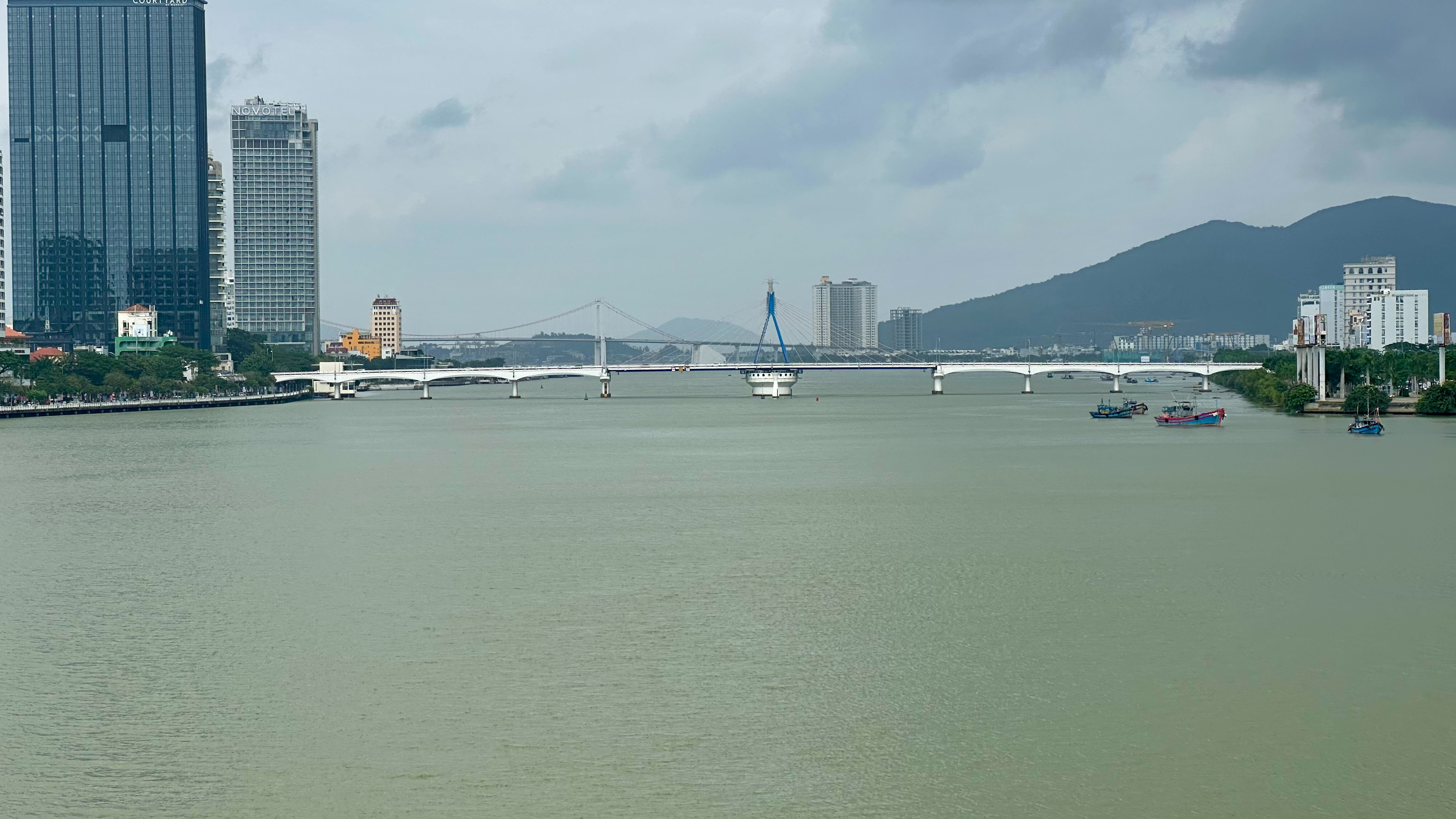
Die Han-Brücke, von der Drachenbrücke aus gesehen
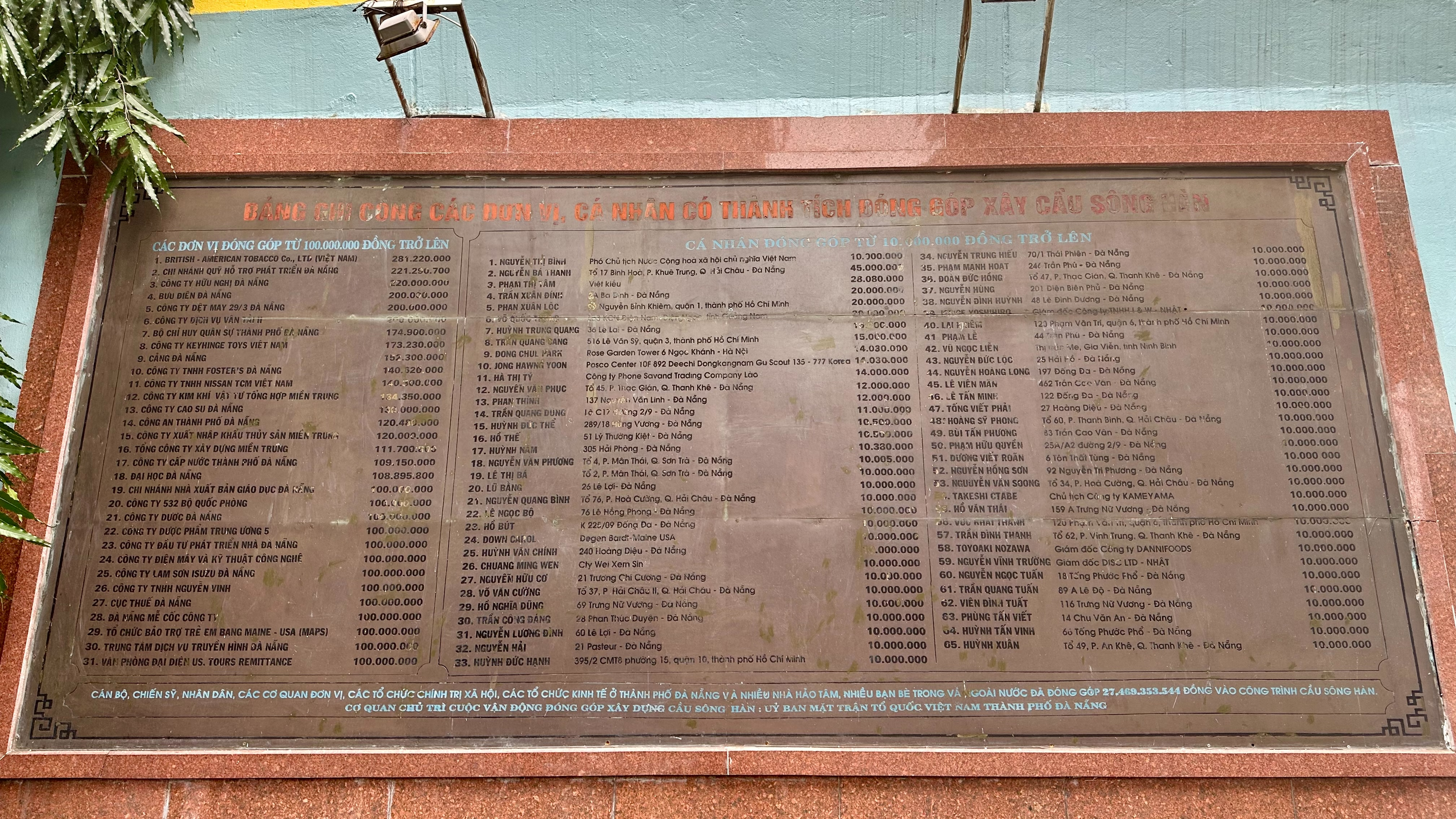
Die Tafel mit den Namen der Spender
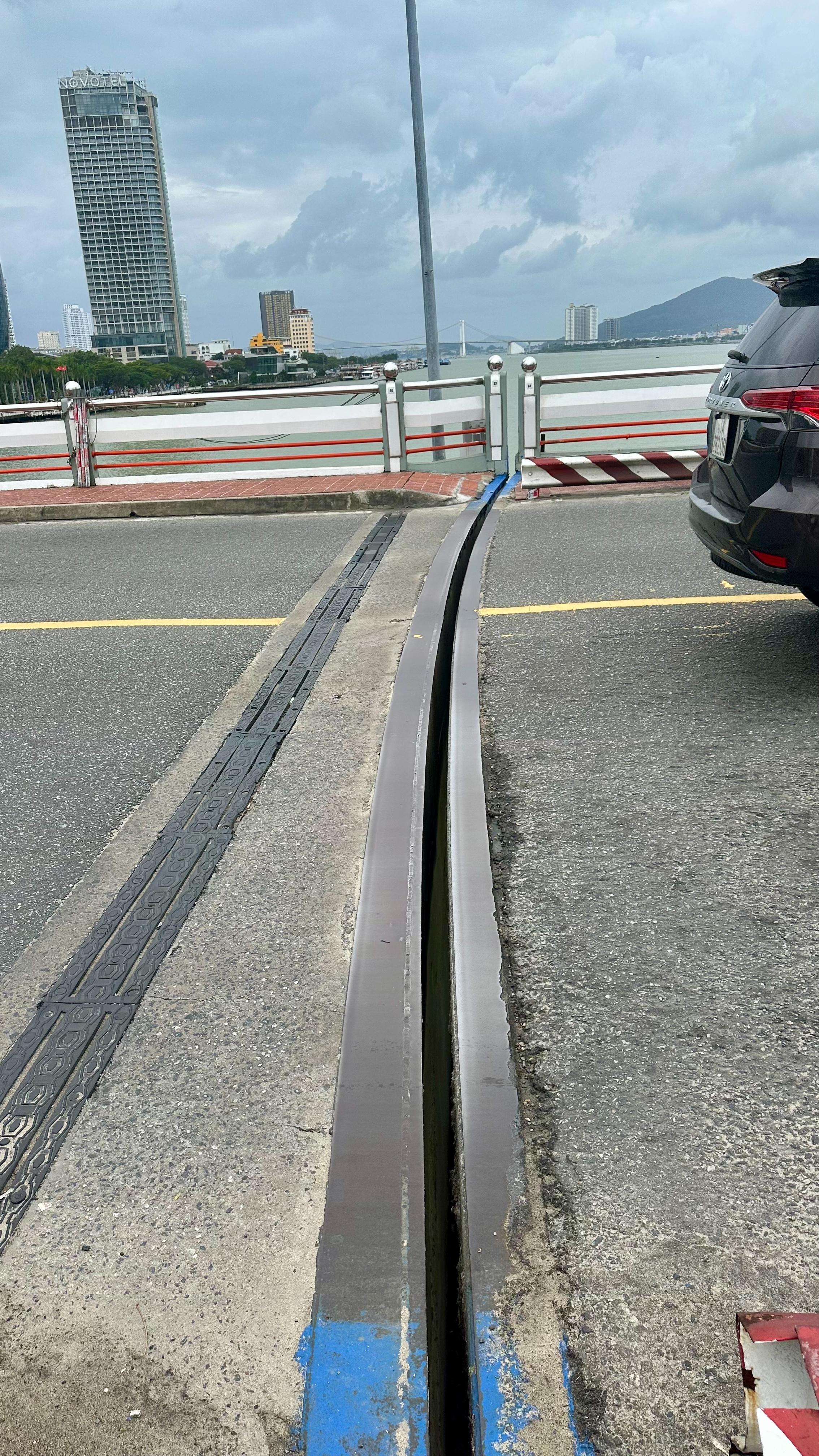
Der Übergang auf das Drehsegment
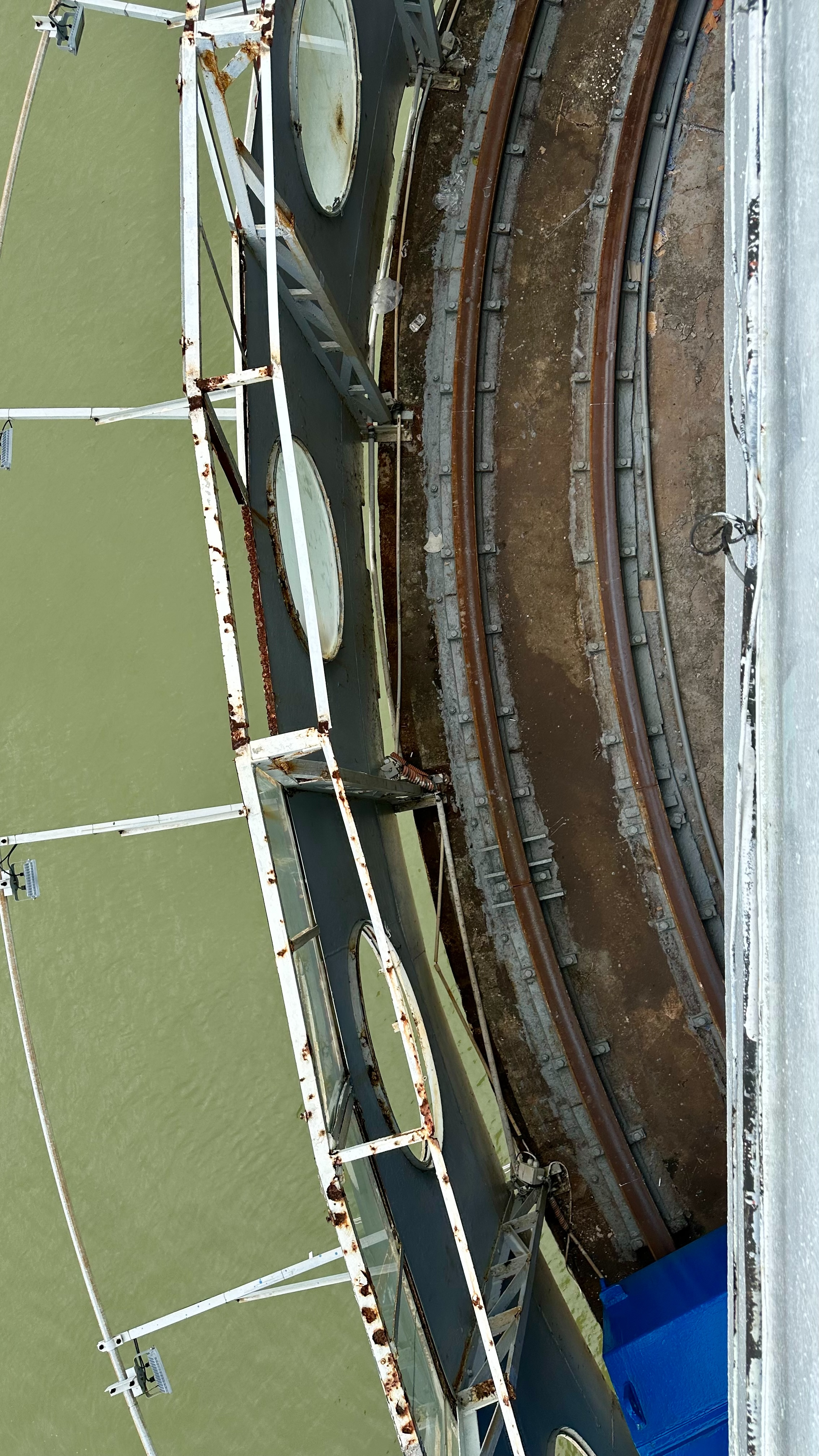
Die Schienen, auf denen die Brücke gedreht wird
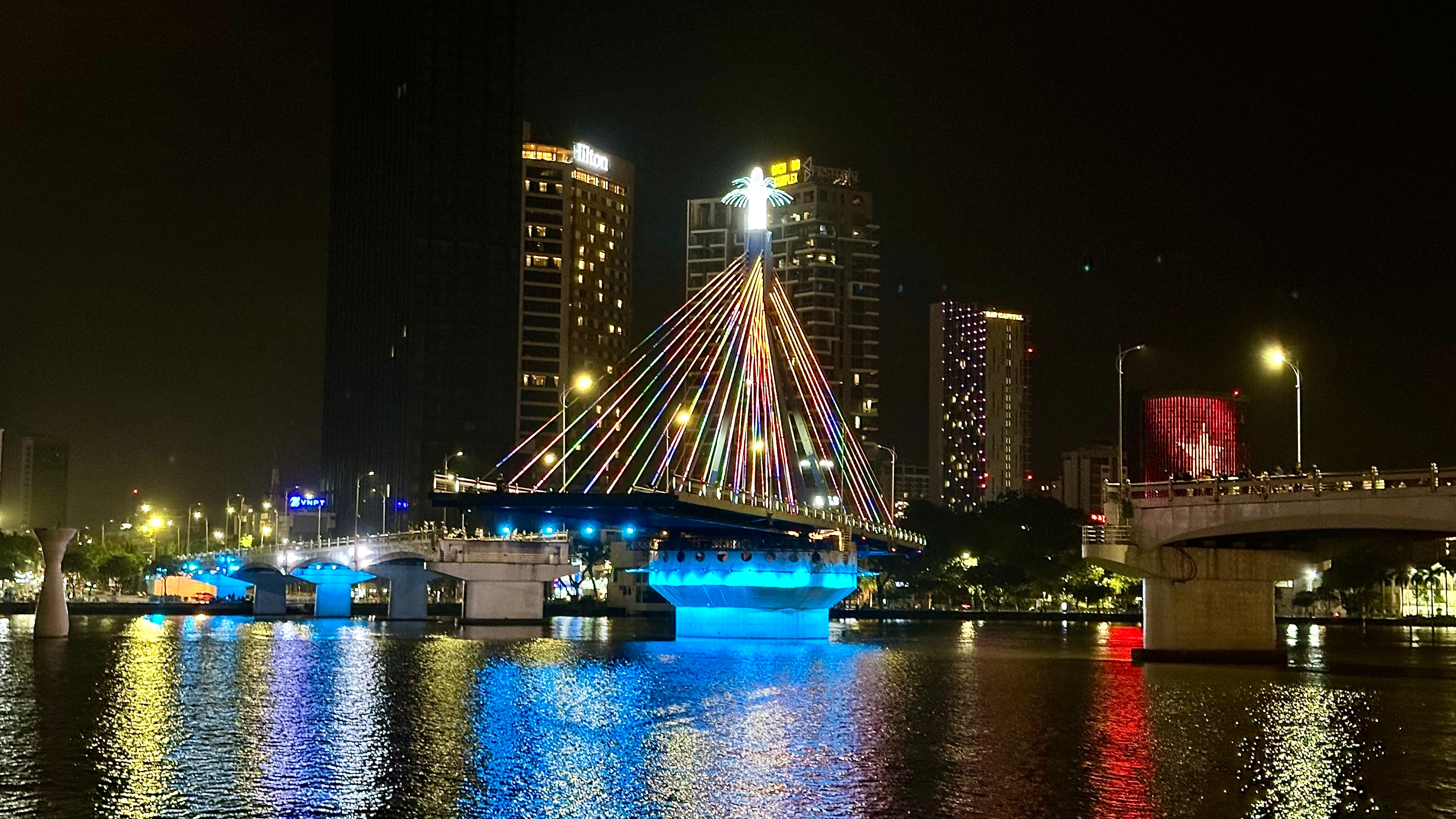
Die Brücke in geöffnetem Zustand